# Grand Princess

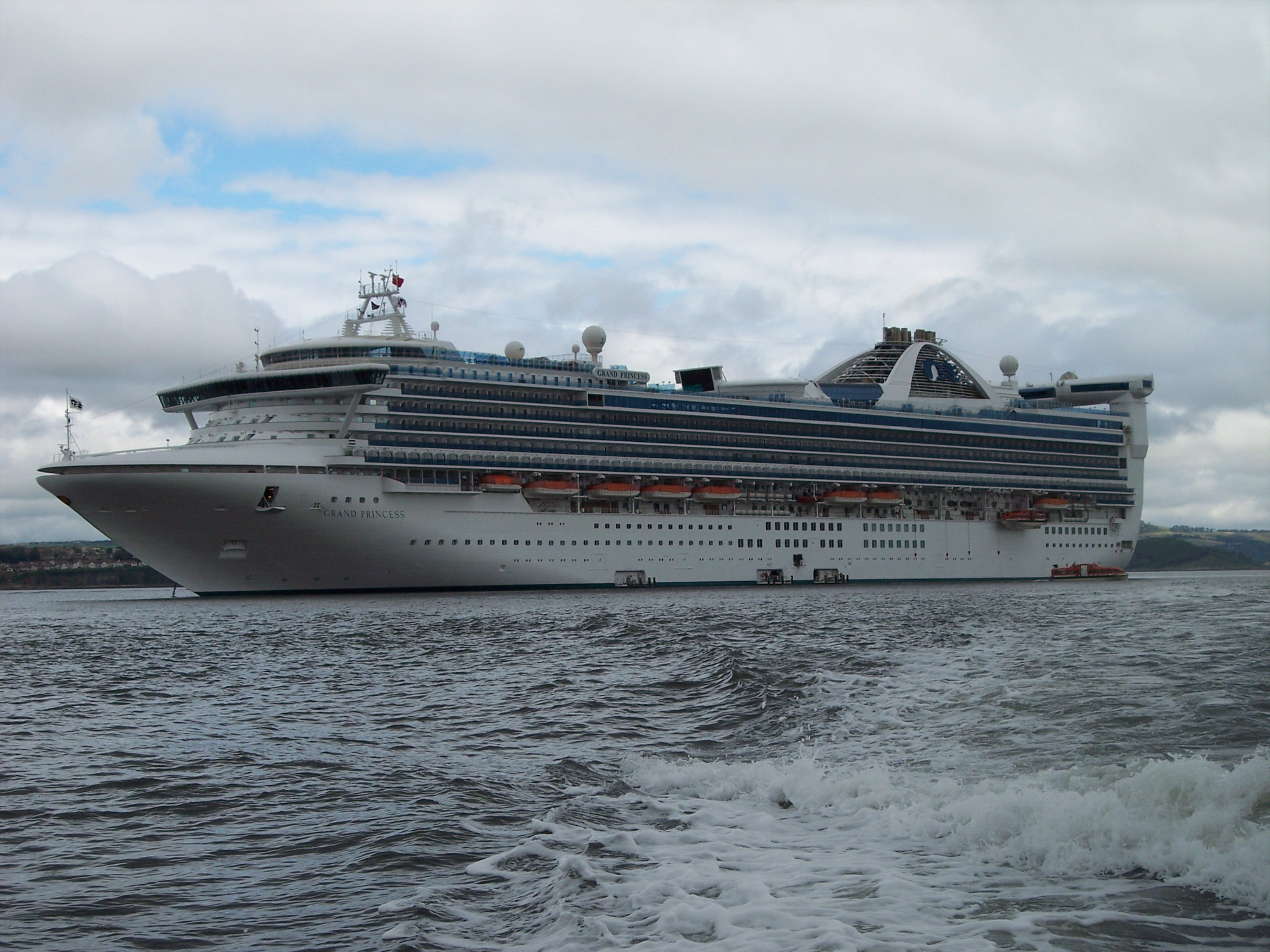
Grand Princess

Grand Princess (з англ.  — «Велика Принцеса») — велике круїзне судно, що належить компанії Carnival Corporation & plc і знаходиться під управлінням туристичної компанії Princess Cruises. Після спуску на воду в травні 1998 року корабель був внесений в Книгу рекордів Гіннеса як найбільше в світі пасажирське судно. До цього найбільшим вважався Carnival Destiny. Grand Princess зареєстровано на Бермудських островах, і призначалося для обслуговування круїзів в Карибському басейні. Судно є флагманом класу Grand, в який входять також Golden Princess  і Star Princess. 

## Історія

### Будівництво і введення в експлуатацію
Судно було закладено 8 лютого 1994 року на стапелях італійської верфі Fincantieri за замовленням компанії P&O - Princess Cruises. Незвичайний дизайн судна, який істотно відрізняється від інших круїзних суден, розробили італійські корабельні архітектори Джакомо Мортола (італ. Giacomo Mortola) і Тереза Андерсон (італ. Theresa Anderson), яка відповідала за дизайн інтер'єрів. Закладання кіля корабля з будівельним номером 5956 відбулося в Монфальконе 1 липня 1996 року. Через рік, у травні 1997 року будівельний док був наповнений водою. Будівля судна була завершена 20 лютого 1998 року. Судно передали компанії P&O Princess Cruises 19 травня 1998 року. У свій перший рейс воно вирушило 26 травня 1998 року. Першим капітаном Великої Принцеси був призначений Мік Мулен (фр. Mike Moulin), а головним інженером судна — Ян Марк (фр. Ian Mark). Корабель став до ладу під прапором Ліберії. Хрещення судна в Нью-Йорку 29 вересня 1998 року зробила актриса Олівія Де Гевілленд.

### Використання
Відразу після вступу в дію Велика Принцеса була переведена в Середземне море. Корабель протягом літніх місяців дислокується в Середземномор'ї (Барселона), а взимку — в Карибському басейні (Форт-Лодердейл). Навесні 2000 року корабель був зареєстрований на Бермудах.

### Модернізація 2011 року

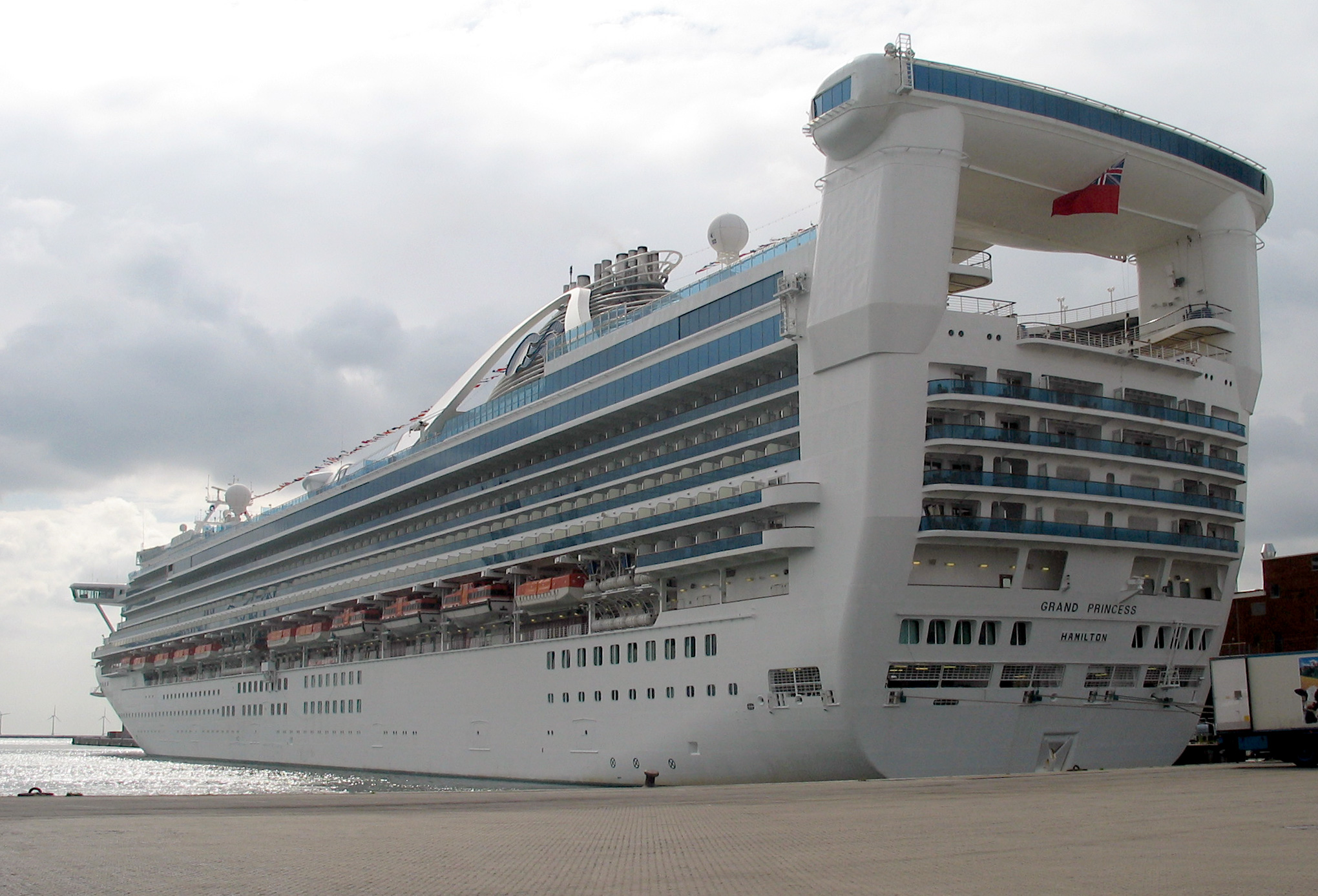
Grand Princess в Копенгагені. Видно Skywalker Nightclub.

Велика принцеса була модернізована під час стоянки в сухому доці на верфі острова Великий Багама, у місті Фріпорт (Багамські острови) в період з 11 квітня по 4 травня 2011 року. Найбільшою зміною став демонтаж нічного клубу «Skywalker Nightclub», який займав простір з 15-ї до 18-ї палуби. Цей захід покликаний зменшити чутливість судна до бічного вітру і знизити витрати палива. На додаток до цього були реорганізовані деякі громадські місця (ресторани, казино, торгові ряди). Атріум корабля, який виглядає як італійська площа, було повністю перебудовано. Крім того, були оформлені десять нових апартаментів. 6 травня 2011 року Велика Принцеса перетнула Атлантику, пройшовши з Форт-Лодердейл у Саутгемптон і була здана в експлуатацію за графіком. За даними судноплавної компанії, це була найбільш комплексна реконструкція, яка коли-небудь була зроблена для круїзних кораблів Princess Cruises.

### Спалах COVID-2019
5 березня 2020 року корабель розвернули з круїзу в Сан-Франциско, внаслідок смерті від вірусної хвороби колишнього пасажира корабля. На борту було 1100 членів екіпажу та 2400 пасажирів, серед них 49 громадян України (47 членів екіпажу та двоє пасажирів).
16 березня до Києва повернулися 46 членів екіпажу, хворих серед них не було.

## Рухові установки і елементи конструкції
Велика Принцеса оснащена дизель-електричними двигунами. Шість 16-циліндрових V-подібних двигунів серії Sulzer ZA40S були побудовані за ліцензією GMT (Grandi Motori Trieste). Вони розвивають потужність 11 520 кВт для кожного ведучого генератора при оборотах двигуна 514 об./хв і частоті змінного струму 60 Гц. Крім того, на судні доступні дві системи аварійного електропостачання потужністю 900 кВт. Тепло від вихлопних газів дизельних двигунів використовується в котлах так званого «технологічного тепла» для отримання пари. Приводи парових турбін Великої Принцеси з'єднані з валами синхронних двигунів Siemens, а ті, у свою чергу, з двома жорсткими валами гребних гвинтів, кожен вагою близько 40 тонн. Рухова установка судна працює на восьми трансформаторах струму сумарною потужністю 6 150 кВА.
Управління кораблем здійснюється з допомогою двох напівбалансирних рулів. Для підтримки маневреності Велика Принцеса оснащена підрулюючими пристроями в носі й кормі. Вони розвивають в передній частині судна загальну потужність в 6600 кВт (8970 к. с.), а в задній частині судна забезпечують загалом 5160 кВт (близько 7020 к. с.). Для плавності ходу з боків корпусу встановлені висувні стабілізатори.
Рухова установка і всі системи життєдіяльності судна на Великій Принцесі повністю комп'ютеризовані.

## Каюти і палубні надбудови
Велика Принцеса має більш ніж 1300 кают, що вміщають до 3100 пасажирів. З928 кают зовнішньої сторони 80% оснащені балконом. У свій час це було неперевершеним показником. На відміну від багатьох інших круїзних суден, балкони не були вбудовані в корпус судна (як лоджії), а виступали за його межі.
Велика ширина судна не дозволяє йому проходити через Панамський канал.
Найбільш яскравою деталлю Великої Принцеси був нічний клуб «Skywalker Nightclub», який розміщувався на висоті близько 45 метрів над ватерлінією в кормовій частині судна. Він слугував оглядовою вітальнею вдень, а ввечері використовувався для дискотеки. З технічної і естетичного погляду (зниження витрат, затінення корми) він був суперечливим об'єктом і був демонтований протягом тривалого ремонту судна навесні 2011 року.

## Зовнішні посилання
- Grand Princess [Архівовано 7 жовтня 2011 у Wayback Machine.](англ.)
- Вебкамера на містку Grand Princess [Архівовано 29 вересня 2011 у Wayback Machine.](англ.)
- Офіційна сторінка Grand Princess
- Фото судна на MarineTraffic
- Положення судна в морі на поточний момент [Архівовано 7 серпня 2020 у Wayback Machine.]